# Municipio de Egypt (Misuri)
El municipio de Egypt (en inglés: Egypt Township) es un municipio ubicado en el condado de Carroll en el estado estadounidense de Misuri. En el año 2010 tenía una población de 878 habitantes y una densidad poblacional de 9,26 personas por km².

## Geografía
El municipio de Egypt se encuentra ubicado en las coordenadas 39°18′52″N 93°42′40″O / 39.31444, -93.71111. Según la Oficina del Censo de los Estados Unidos, el municipio tiene una superficie total de 94.83 km², de la cual 94,81 km² corresponden a tierra firme y (0,02 %) 0,02 km² es agua.

## Demografía
Según el censo de 2010, había 878 personas residiendo en el municipio de Egypt. La densidad de población era de 9,26 hab./km². De los 878 habitantes, el municipio de Egypt estaba compuesto por el 95,79 % blancos, el 1,82 % eran afroamericanos, el 0,8 % eran amerindios, el 0,11 % eran de otras razas y el 1,48 % eran de una mezcla de razas. Del total de la población el 1,25 % eran hispanos o latinos de cualquier raza.